# Cirrospilus pulchellus
Cirrospilus pulchellus är en stekelart som beskrevs av Boucek 1988. Cirrospilus pulchellus ingår i släktet Cirrospilus och familjen finglanssteklar. Inga underarter finns listade i Catalogue of Life.